# Los guitarristas, costumbres valencianas
Los guitarristas, costumbres valencianas es un cuadro del pintor español Joaquín Sorolla, terminado en 1889. Está realizado en óleo sobre lienzo y tiene un tamaño de 34 cm x 49,5 cm. Se encuentra en el Museo Sorolla en Madrid. 
En él se observan a dos guitarristas vestidos a la usanza valenciana con sus guitarras ante tres mujeres jóvenes con el traje típico de hortelana. A su lado hay un perro durmiendo. La escena sucede en un patio con vegetación.

## Historia
El cuadro fue pintado entre verano y otoño de 1889, cuando Sorolla regresaba de Italia y se instalaba en Madrid. Inicialmente fue comprado por Francisco Jover Casanova por mil quinientas pesetas. Después fue enviado a Buenos Aires y adquirido por Carlos Ortiz Basualdo. En 2002 fue subastado en Londres y adquirido por 157 000 euros por la Dirección General de Bellas Artes, que lo destinó al Museo Sorolla.